# NK Posavina Velika Kopanica
NK Posavina je nogometni klub iz Velike Kopanice.
Trenutačno se natječe se u 1. ŽNL Brodsko-posavska.